# Цин Сян (цзянцзюнь)
Цин Сян (?–1826) – цзянцзюнь Или (1820–1826). 

## Биография
По происхождению был монголом. Служил в разных должностях империи Цин. В 1817 году был переведён из командиров-телехранителей в Чэндэ  на должность урумчиского дутуна (командира армии).
В 1819 году временно исполняющий обязанности цанцзянь дачэня. В 1820 году был назначен генерал-губернатором Или. В 1826 году снова назначен цанцзянь дачэном Кашгара. 
Имел дипломатические переписки с казахскими правителями Старшего и Среднего жуза. Узнав о смерти Вали-хана, доложил императору Даогуану и предложил передать императорский ярлык на ханство его старшему сыну Губайдолле. В 1824 году Губайдолла направил свое посольство во главе с Жанторе-султаном в Пекин. В 1825 году по приказу Даогуана Цин Сян направил китайское посольство к главе  Юэшаня. Однако китайское посольство было перехвачено войсками Омской пограничной комиссии. Китайская миссия по поводу признании ханом Губайдоллы была провалена. 
Погиб при 70-дневной осаде Кашгара уйгурскими и кокандскими завоевателями, возглавляемыми Джангиром-ходжы и Мадали-ханом.